# Dvärgskäggagam
Dvärgskäggagam (Pogona henrylawsoni) är en av de minsta arterna i släktet skäggagamer och förekommer i Queensland, Australien. Den blir upp till 30 centimeter lång, inräknat svansen som utgör ungefär hälften av den totala längden. Dvärgskäggagamens vetenskapliga artepitet, henrylawsoni, är efter den australienske författaren Henry Lawson. En del auktoriteter erkänner dock inte P. henrylawsoni som dvärgskäggagamens vetenskapliga namn, Witten (1994) beskriver den som Pogona brevis och Manthey och Schuster (1999) använder Pogona rankini. Dvärgskäggagamer är allätare. Deras kost består av 70% Växter och 30% insekter.
Habitatet utgörs av öppna landskap utan träd som är täckta med gräs. Individerna gömmer sig ofta i sprickor i jorden.
Nötkreatur som trampar fast jorden så att sprickorna försvinner påverkar beståndet negativt. Dessutom dödas några exemplar av tamkatter samt av introducerade rödrävar. Dvärgskäggagamen är fortfarande vanligt förekommande. IUCN listar arten som livskraftig (LC).